# Theodor von der Wense

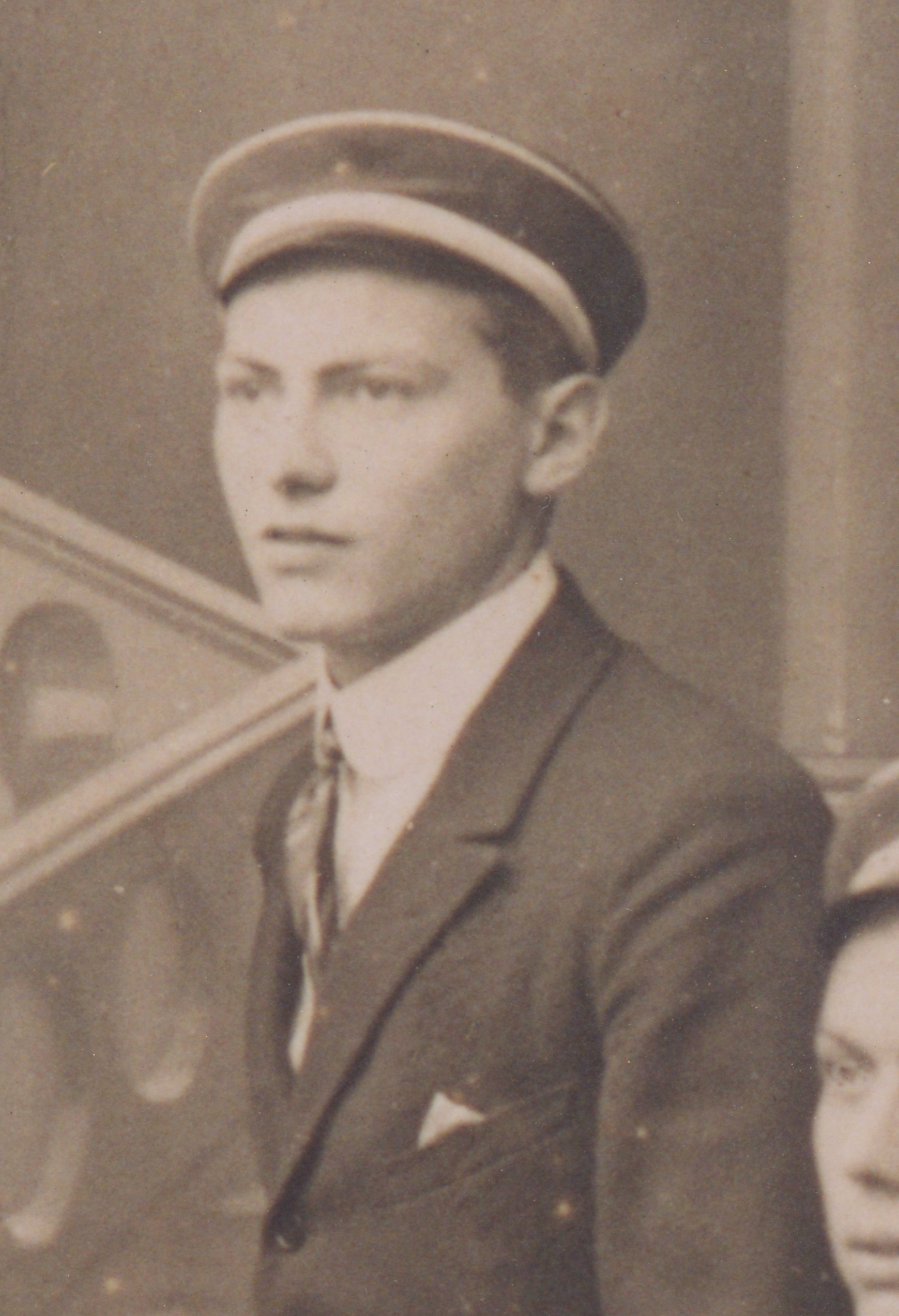
Theodor von der Wense

Theodor von der Wense (* 29. Januar 1904 in Gmunden; † 18. April 1977 in Innsbruck) war ein österreichischer Pathologe. An der Universität Innsbruck wirkte er als Hochschullehrer und Rektor.

## Leben
Theodor entstammte altem niedersächsischen Adel. Schon am Gymnasium interessierte er sich für die Naturwissenschaften. Er studierte an der Friedrich-Schiller-Universität Jena, der Ruprecht-Karls-Universität Heidelberg und der Universität Innsbruck Medizin. Hier 1930 promoviert, trat er nach klinischer Ausbildung in das Institut ein, dessen Vorstand er später wurde. Auf Anraten seines Lehrers Gustav Bayer studierte er am Institut zusätzlich Chemie und Zoologie und erwarb 1936 das Doktorat der Philosophie.
Am 15. März 1933 trat er der NSDAP bei (Mitgliedsnummer 1.517.334), in der SS brachte er es bis zum Untersturmführer (SS-Nummer 309.489).

### Hormonforschung
1938 habilitierte sich Wense für experimentelle Pathologie, in der er sich, dem Vorbild des Institutsvorstandes folgend, der Hormonforschung zugewendet hatte. Zusammen mit Bayer gelang ihm der Nachweis von Hormonen in Einzellern und wirbellosen Tieren. Seine Studien über Wirkungen und Vorkommen von Cholin, Acetylcholin und Adrenalin in Paramaecien sowie von Adrenalin in Würmern und Insekten fanden in der Aufnahme von Wense als erstem Österreicher in die amerikanische Endocrine Society ehrende Anerkennung. Durch die persönlichen Beziehungen Bayers zu Aschheim war es Wense möglich, als erster in Österreich Untersuchungen über die damals neu entwickelten biologischen Schwangerschaftsreaktionen (Aschheim-Zondek-Reaktion) durchzuführen. Aus dieser Arbeitsrichtung erwuchs im Laufe der Zeit eine ausgedehnte quantitative Hormonanalytik. Der Freundschaft zu Bayer gedachte er zeitlebens und verlieh ihr Ausdruck, auch in seiner Inaugurationsrede als Rektor, in der er vom „Vorbild meines früheren Institutschefs, meines unvergesslichen Lehrers und väterlichen Freundes vor 1938, Prof. Gustav Bayer“ sprach. Diese Verbundenheit mit Lehrer und Fachgebiet war auch die Triebfeder, die Wense seine spätere Lebensaufgabe in der Wiedererrichtung des Faches nach dem Krieg sehen ließ.

### Pathophysiologie
Nachdem das Institut für Allgemeine und Experimentelle Pathologie 1938 aufgehoben worden war, wechselte Wense als Assistent zu Richard Wagner und später Ferdinand Scheminzky an das Institut für Physiologie, wo er die Pathologische Physiologie als Teilgebiet der Physiologie weiterführen konnte und sich 1939 auch für dieses Fach habilitierte. Nach dem Krieg war es sein primäres Ziel „der Allgemeinen und Experimentellen Pathologie, diesem typisch österreichischen Fach, wieder Selbständigkeit und volle Geltung zu verschaffen“. Dieser schwierigen Aufgabe widmete er einen großen Teil seiner Zeit und Energie. Nachdem Wense durch zehn Jahre der gewählte Dozentenvertreter im Professorenkollegium gewesen war, wurde er 1953 zum Titularprofessor, 1955 zum außerordentlichen Professor und Institutsvorstand und 1962 zum ordentlichen Professor ernannt.

### Dekan und Rektor
In den Jahren 1962–1965 wählte ihn die Medizinische Fakultät dreimal zum Dekan. 1968, im 100. Jahr der Fakultät, wurde er, erstmals auch durch Urabstimmung unter den Studenten, zum Rektor der Universität gewählt. Mit der in den Stadtsaal verlegten Inauguration, bei der auch die Studentenschaft zu Wort kam, beschritt er neue Wege. Er trat ein  für „ehrliches Bemühen um Fortschritt und Freiheit, aber auch standhafte Festigkeit gegen Übermut und Unverstand, die von außen zu uns hereingetragen werden“. Sein Rektoratsjahr verlief dank seiner klugen Amtsführung und seines Verhandlungsgeschicks ungestört und ruhig. 1970, im 300. Jubiläumsjahr der Universität, war er Prorektor. Nicht zuletzt dieser mit ganzem Einsatz geleistete Dienst für die Universität dürfte Wenses Kräfte überfordert haben. Eine schwere Erkrankung, von der er sich nicht mehr erholen konnte, behinderte fortan sein Wirken. Die Einweihung des neuen Hauses und Institutes hat er noch miterlebt, sein Emeritus-Zimmer jedoch nicht mehr bezogen. Mit 73 Jahren starb er in Innsbruck.

### Forschung
Wense hat auf zahlreichen Gebieten wissenschaftlich gearbeitet: über Pathophysiologie des Kreislaufs, über Histamin und Verbrennung, Physiologie der Ernährung, über Wirkungsweise und Effekte des Gasteiner Thermalwassers. Unter anderem befasste er sich sogar mit medizinischen Fragen des Weltraumfluges. Der Schwerpunkt seines umfangreichen wissenschaftlichen Werkes liegt jedoch auf dem Gebiet der Inneren Sekretion, im besonderen der Nebenniere und der Keimdrüsen. Dementsprechend nahm der Auf- und Ausbau quantitativer Hormonanalysen großen Raum in der Arbeit des Institutes ein. Das Hormonlabor stellte damals im Raum Tirol – Vorarlberg – Salzburg – Südtirol das einzige Speziallabor zur Abklärung bestimmter klinisch-endokrinologischer Fragen dar und stand Kliniken, Krankenhäusern und niedergelassenen Ärzten zur Verfügung. Wense hat dem Institut damit eine Arbeitsrichtung gegeben, die immer noch höchst aktuell und bedeutungsvoll ist und auch von seinem Nachfolger als einer der Schwerpunkte der Institutsarbeit beibehalten und ausgebaut wurde.

### Lehre
Großen Wert hat Wense immer der Lehre beigemessen. „Meine Begeisterung für die forschende Medizin stammt von dem unvergesslichen Eindruck, den die Vorlesungen großer akademischer Lehrer auf mich gemacht haben.“ Er vertrat die Ansicht, dass die Ausbildung tüchtiger Ärzte zu den vordringlichsten Aufgaben der Fakultät gehöre. Der experimentellen Pathologie komme dabei die Aufgabe zu, Brücke zwischen vorklinischem und klinischem Studienabschnitt zu sein und gleichzeitig die heranwachsenden Mediziner auch mit wissenschaftlichem Arbeiten bekannt zu machen und zu befähigen „Forscherarbeit zu leisten oder zumindest zu verstehen“. Die didaktisch klare Gliederung und der in der Tradition des Institutes fußende Aufbau seiner Vorlesungen, der die Entwicklung einer Problematik von historischen Anfängen bis zu jüngsten Erkenntnissen verfolgte und umriss, ist seinen Studenten in bester Erinnerung. Ebenso sein Bemühen durch synthetische Zusammenschau seinen Hörern die Einheit der Medizin trotz Spezialisierung und Zersplitterung nahezubringen. „Dies ist in unserer Zeit der drohenden Auflösung der Medizin in Spezialgebiete von größter Wichtigkeit“. Die Art seiner Vorlesungen und die strengen Maßstäbe bei der Abfassung wissenschaftlicher Manuskripte blieben seinen Assistenten Vorbild.
Ihm selbst war die Wiedererrichtung der Allgemeinen und Experimentellen Pathologie in Österreich, ihre Verankerung als Pflicht- und Prüfungsfach in der neuen Studienordnung sowie die Mitwirkung an der Errichtung des Neubaues der medizinisch-theoretischen Institute im besonderen die Planung des neuen eigenen Institutes nach jahrelanger drückendster Raumnot die größte Genugtuung für seine Bemühungen.

### Corpsstudent
1924 wurde er im Corps Gothia Innsbruck recipiert. Er kümmerte sich in hervorragender Weise um dessen Nachwuchs.  Bei der Rekonstitution des Corps 1951 wurde Wense nochmals aktiv. Seit 1954 Ehrenmitglied, war er langjähriges Vorstandsmitglied und Vorsitzender der Altherrenschaft seines Corps.

## Ehrungen
Zahlreiche Fachgesellschaften zählten Wense zu ihren Mitgliedern. Sein Wirken wurde durch die Verleihung des Großen Silbernen Ehrenzeichens für Verdienste um die Republik Österreich, des Ehrenzeichens des Landes Tirol und des goldenen Ehrenzeichens des Deutschen Freundeskreises der Universität gewürdigt.

## Schriften
- Die österreichische Volksernährung, Tirol: Prinzhorn-Verl., 1950
- Die Wirkung des Thermalwassers von Badgastein auf die Motorik der weißen Maus, Wien: Springer-Verl., 1950
- Die Maus im Zitterkäfig, Bad Gastein: Verl. d. Kurverwaltg, 1949
- Ginstergift und Brunnengeist, Bad Gastein: Verl. d. Kurverwaltg, 1948